# Livia Peng
Livia Peng, född den 14 mars 2002 i Chur, är en schweizisk fotbollsspelare.

## Karriär
Livia Peng inledde sin seniorkarriär i FC Zürich år 2019. Hon värvades av BK Häcken år 2022 innan hon 2023 flyttade till Werder Bremen. 2025 kontrakterades hon av Chelsea. Hon har även representerat det schweiziska damlandslaget där hon debuterade år 2023.